# Аніскин Михайло Олександрович
Михайло Олександрович Аніскин (19 листопада 1922 — 25 червня 1944) — радянський офіцер, учасник Другої світової війни, командир танка 44-го гвардійського полку 8-ї гвардійської механізованої бригади 3-го гвардійського механізованого корпусу 3-го Білоруського фронту, Герой Радянського Союзу, гвардії лейтенант.

## Біографія
Народився 19 листопада 1922 року в селищі Костино Озеро нині Іглінського району Башкортостану в сім'ї службовця. Росіянин. Освіта середня.
В Червону армію призваний Іглінським райвійськкоматом у червні 1941 року. У 1943 році закінчив Саратовське танкове училище. У діючій армії з серпня 1943 року.
25 червня 1944 року командир танка розвідувального взводу гвардії лейтенант М. О. Аніскин, діючи в розвідці в районі села Студенка (Сєнненський район Вітебської області), зустрів колону більше 60 автомашин і до роти солдатів і офіцерів противника. Колону прикривало самохідне знаряддя і кілька гармат. Коли танк Аніскина з'явився в селі, шлях йому був відрізаний, залишалося одне — прийняти бій. Гвардії лейтенант Аніскин так і вирішив. З танкового зброї він почав розгром колони. Сам, віддаючи команди, що стояв біля гармати, ведучи вогонь по колоні. Перші снаряди пішли в голову колони. Серед противника почалася паніка. Тоді лейтенант Аніскин переніс вогонь у хвіст колони, а потім снаряд за снарядом розбивав колону, знищуючи машини та живу силу противника.
Сміливий, зухвалий вчинок і раптовий вогонь танка гвардії лейтенанта Аніскина не дав розвернутися гарматам противника. В результаті поєдинку з супротивником за годину бою гвардії лейтенант Аніскин підбив самохідне знаряддя, захопив і знищив 60 автомашин, склад з харчами та іншим військовим майном. Останнім в цьому бою загинув і сам гвардії лейтенант Аніскин М. О. В ході бою вбито понад 75 солдатів і офіцерів противника.
Звання Героя Радянського Союзу Михайлу Олександровичу Аніскину присвоєно посмертно 24 березня 1945 року.

## Нагороди
- Медаль «Золота Зірка» Героя Радянського Союзу (24 березня 1945)
- Орден Леніна

## Пам'ять
- Похований в селі Пустинки Сєнненського району Вітебської області, де встановлено обеліск.[4]
- Ім'я Героя присвоєно Пустинкінській середній школі.